# Strada provinciale 111 Nuova Gasparona
La strada provinciale 111 Nuova Gasparona (SP 111) è un'importante arteria locale che collega Thiene a Bassano del Grappa. Il percorso si snoda, in maniera pressoché rettilinea dal casello Thiene-Schio dell'autostrada della Valdastico fino alla statale Valsugana nella quale si immette senza soluzione di continuità in direzione Trento (per proseguire verso Padova è invece necessario uscire allo svincolo di Bassano centro).
Nel tratto compreso tra i comuni di Marostica e di Bassano del Grappa la Nuova Gasparona funge da tangenziale di Bassano, denominazione che la segnaletica attribuisce anche ai primi chilometri della statale Valsugana nel tratto in cui quest'ultima cinge ad est la città.

## Futuro
Con l'avvento della superstrada Pedemontana Veneta era previsto che quest'ultima occupasse la sede dell'attuale Nuova Gasparona per il tratto interessato. Nel 2009 l'amministrazione comunale di Bassano del Grappa ha ottenuto che la strada provinciale e la nuova superstrada coesistano pressoché parallele permettendone dunque l'utilizzo al traffico strettamente locale.
Quando sarà terminata la Pedemontana Veneta molte uscite minori della Nuova Gasparona saranno chiuse, molte di quelle a livelli sfalsati saranno rese degli incroci a raso o delle rotatorie.
Il tratto iniziale, dalla SP 349 del Costo fino alla rotatoria con la SP 119 Chizzalunga, non sarà affiancato dalla Pedemontana che si sposterà più a sud, sarà terminato, dopo oltre trent'anni, prolungando la Nuova Gasparona fino al casello della Valdastico ove incrocerà anche la costruenda nuova SP 349 del Costo.

## Tracciato
| Nuova Gasparona | |      |                    |
| Tipo            | Uscita | ↓km↓ | Comune             |
|                 | di prossima realizzazione [2012] Nuova SP 349 del Costo Vicenza - Thiene - Asiago Autostrada della Valdastico                    | -1,5 | Thiene             |
|                 | SP 349 del Costo Vicenza - Thiene - Asiago SP 124 Priabonese Malo - Valdagno - Schio                                             | 0,0  | Thiene             |
|                 | Via San Giovanni Bosco Nord | 0,8  | Sarcedo            |
|                 | SP 98 Ca'Orecchiona | 1,1  | Sarcedo            |
|                 | Via Quattro Strade | 1,3  | Sarcedo            |
|                 | Stazione di Servizio Sud | -    | Sarcedo            |
|                 | SP 43 delle Monache | 2,5  | Sarcedo            |
|                 | Stazione di Servizio Nord | -    | Sarcedo            |
|                 | Via Villa Capra Via Casoni | 4,5  | Breganze           |
|                 | Ponte sul fiume Astico | -    | Breganze           |
|                 | Breganze Via dell'Artigianato Superstrada Pedemontana Veneta (Svincolo Breganze) zona industriale di Breganze                    |      | Breganze           |
|                 | Via Francesca Laverda Sud | 5,9  | Breganze           |
|                 | SP119 Chizzalunga Sandrigo - Breganze                                                                                            | 6,4  | Breganze           |
|                 | Via Olmo Nord Via Bragetti Sud                                                                                                   | 7,6  | Breganze           |
|                 | Stazione di Servizio Nord | -    | Breganze           |
|                 | Via Breganzina nord Via Pajaron sud                                                                                              |      | Breganze           |
|                 | SP61 Breganzina Mason Vicentino - Schiavon                                                                                       | 9,3  | Breganze           |
|                 | Stazione di Servizio Sud | -    | Colceresa          |
|                 | Via San Gaetano Sud | 11,2 | Colceresa          |
|                 | Via Fosse Sud | 12,4 | Colceresa          |
|                 | Superstrada Pedemontana Veneta (Svincolo Marostica-Pianezze-Colceresa) Colceresa Via dell'Artigianato Colceresa zona Industriale | 12,7 | Colceresa          |
|                 | inizio Tangenziale di Bassano del Grappa SP 248 Schiavonesca - Marositicana Marostica-Sandrigo-Vicenza                           | 14,4 | Marostica          |
|                 | SP 60 di Nove Marostica-Nove | 15,5 | Marostica          |
|                 | Stazione di Servizio Sud | -    | Bassano del Grappa |
|                 | SP 52 Bassanese Bassano Ovest Marchesane Nove                                                                                    | 18,0 | Bassano del Grappa |
|                 | Ponte sul fiume Brenta | -    | Bassano del Grappa |
|                 | Bassano Quartiere Prè Cartigliano                                                                                                | 19,1 | Bassano del Grappa |
|                 | Superstrada Pedemontana Veneta (Svincolo Bassano ovest)                                                                          |      |                    |
|                 | SP 97 di Sant'Anna Bassano Viale Alcide de Gasperi Rosà Travettore Centro Commerciale                                            | 21,0 | Rosà               |
|                 | Bassano Via Ca'Dolfin Ospedale San Bassiano                                                                                      |      | Rosà               |
|                 | SS 47 della Valsugana direzione Padova - Cittadella Bassano Via Capitelvecchio Rosà Centro Commerciale                           | 23,2 | Rosà               |
|                 | SS 47 della Valsugana direzione Trento Superstrada Pedemontana Veneta (Svincolo Bassano est)                                     | 24,0 | Rosà               |